# كاستيلافاتسو
كاستيلافاتسو (بالإيطالية: Castellavazzo)‏ هي بلدية في مقاطعة بلونة في منطقة فنيتة الإيطالية، وتقع على بعد 90 كيلومترًا (56 ميلًا) شمال مدينة البندقية و20 كيلومترًا (12 ميلًا) شمال شرق بلونة.